# Bornem
Bornem és un municipi belga de la província d'Anvers a la regió de Flandes. Està compost per les seccions de Bornem, Hingene, Mariekerke i Weert. Limita al nord-oest amb Temse, al nord amb Kruibeke, al nord-oest amb Schelle, a l'est amb Niel, al sud-oest amb Hamme, al sud amb Sint-Amands i al sud-est amb Puurs.

## Nuclis
- Hingene
- Wintam

## Evolució de la població

### Seglexix
| Any      | 1806 | 1816 | 1830 | 1846 | 1856 | 1866 | 1876 | 1880 | 1890 |
| -------- | ---- | ---- | ---- | ---- | ---- | ---- | ---- | ---- | ---- |
| Població | 3336 | 3507 | 4043 | 4631 | 4709 | 4800 | 5056 | 5119 | 5463 |
|          |      |      |      |      |      |      |      |      |      |

### Segle XX (fins a 1976)
| Any      | 1900 | 1910 | 1920 | 1930 | 1947 | 1961 | 1970   | 1976   |  |
| -------- | ---- | ---- | ---- | ---- | ---- | ---- | ------ | ------ |  |
| Població | 5993 | 6987 | 7486 | 8030 | 9067 | 9834 | 10.694 | 11.136 |  |
|          |      |      |      |      |      |      |        |        |  |

### 1977 ençà
| Any       | 1977   | 1980   | 1985   | 1990   | 1995   | 2000   | 2005   | 2007   |
| --------- | ------ | ------ | ------ | ------ | ------ | ------ | ------ | ------ |
| Població  | 17.314 | 17.986 | 18.398 | 18.813 | 19.453 | 19.939 | 19.939 | 20.347 |
| Font: NIS |        |        |        |        |        |        |        |        |

## Agermanaments
- Gòrda
- Bornheim